# Jeg er her stadig i morgen
|  | Denne artikel er oprettet af botten Steenthbot ud fra en ekstern database. Den kan derfor have sproglige fejl eller mangler. Denne skabelon kan fjernes efter kontrol af indholdet. |

jeg er her stadig i morgen er en dansk kortfilm fra 2022 instrueret af Jeanette Bæk Jørgensen.

## Handling
Dette er en dramatisk historie om et komponist par, som har isoleret sig i et sommerhus ved vandet. Deres indre dæmoner og valg de står overfor begynder at få konsekvenser for deres forhold. Deres historie bliver fortalt igennem et drømmende og sanseligt univers med musik, men bliver konstant afbrudt af den barske virkelighed, som ligger og ulmer som en tikkende bombe.

## Medvirkende
- Markus Borg, Cristopher
- Conny Thur, Sarah